# Конфликт в Ливане (2011—2017)
Конфликт в Ливане связан с гражданской войной в Сирии, возник между поддерживающими сирийское правительство Асада и его противниками в результате волнений, которые явились частью Арабской весны. Периодически возникали вооружённые столкновения. Позднее в противостояние вступили исламистские группировки. Конфликт закончился 28 августа 2017 года после успешной операции сирийских и ливанских войск.

## Стороны
В ливанском парламенте шиитские просирийские партии входят в коалицию 8 марта, антисирийские — в коалицию 14 марта.
Крупнейшим ливанским просирийским движением является шиитская военизированная группировка «Хезболла», поддерживающая правительство Асада в Сирии. «Хезболла» сражается как в Сирии, так и в Ливане. В ливанский конфликт неоднократно втягивалась и сирийская армия, проводящая операции против противников Асада, скрывающихся, на приграничных шиитских территориях Ливана.
Противники Асада, входящие в коалицию 14 марта, представляют собой христиан (которые, впрочем, почти не принимают участия в конфликте) и умеренных суннитов. Поддерживают умеренную сирийскую оппозицию.
Ливанское правительство официально заявляет о своём нейтралитете в отношении гражданской войны в Сирии и связанного с ней конфликта в Ливане между суннитами и шиитами. Оно старается придерживаться нейтральной позиции, понимая, что поддержка какой-либо из сторон в конфликте угрожает самому правительству и может привести к гражданской войне.
Ещё одной стороной являются радикальные исламистские группировки. Среди них: Исламское государство, Джунд аш-Шам, а также связанные с Аль-Каидой Фронт ан-Нусра, Бригады Абдуллы Аззама и Фатх-аль-Ислам.

## Хронология

### 2011
Волнения в Ливане обострились 17 июня. Тогда в межрелигиозных столкновениях суннитов и алавитов в Триполи 7 человек погибло и 59 были ранены. Вооружённые столкновения вспыхнули в результате митинга в поддержку сирийских протестов 2011 года между боевиками районами Джабаль Мохсен (населённого преимущественно алавитами, поддерживавших сирийский режим) и Баб аль-Таббанех (преимущественно суннитского, поддерживающего сирийскую оппозицию).
24 июля около 200 сторонников и противников Асада столкнулись в Бейруте. В конфликт вмешалась полиция.
13 сентября в пригороде Бейрута, Бурдж-эль-Баражне, произошло вооружённое столкновение между бойцами «Хезболлы» и суннитскими исламистами. Для установления порядка в конфликт вмешалась армия.
5—6 октября сирийская армия впервые на краткое время вторглась в пределы Ливана, при этом убив 1 человека, что привело к нестабильности в правительстве Микати. Новые вторжения со стороны сирийских войск произошли в декабре 2011 года с большим количеством убитых среди ливанцев и в марте 2012 года.

### 2012
12 мая по обвинению в терроризме был арестован 25-летний суннит и исламист Шади аль-Мулави. Его арест спровоцировал ожесточённый конфликт между алавитами, поддерживающими Асада, и суннитами, его противниками. В ночь на 12 мая начались боевые действия, тогда от 2 до 4 человек погибли. Вечером 12 мая ливанские войска вступили в перестрелку с группой суннитов-исламистов в Триполи, перекрывших шоссе и требовавших освободить Шади аль-Мулави. Затем исламисты попытались прорватья к офису Сирийской социал-националистической партии. 20 мая на видный суннитский мулла Ахмад Абдель-Вахид, и его помощник, Мохаммед Мерхеб направлялись на манифестацию, организованную прозападным блоком «Аль-Мустакбаль». На армейском КПП оба были застрелены военнослужащим. Представители армии сообщили, что солдат открыл огонь по ошибке, и пообещали провести расследование случившегося. Из районов, где проживают последователи Ахмада Абдель-Вахида, были выведены войска. Тем не менее смерть мулл спровоцировала ещё более ожесточённые столкновения. 22 мая был выпущен на свободу Шади аль-Мулави и бои стали стихать, с 12 мая погибло несколько десятков человек.
2-3 июня 15 человек были убиты и более 60 ранены в возобновившихся столкновениях в Триполи. Армия снова заняла Сирийскую улицу, которая разделяет районы алавитов и суннитов.
16 июня начались столкновения между палестинскими боевиками из лагеря беженцев Нахр-эль-Барид неподалёку от Триполи с ливанской армией. 18 июня был ликвидирован палестинский боевик, ещё 7 палестинцев и 3 солдат получили ранения, в тот же день в лагере Эйн аль-Хильвэ на юге Ливана ливанские войска ликвидировали ещё одного боевика.
После того, как в июне группа сирийских повстанцев вторглась на территорию Ливана и убила 2 бойцов «Хезболлы», обозначился новый виток конфликта: теперь между суннитами и шиитами из «Хезболлы». В середине июля известным суннитским муллой, Ахмедом аль-Асиром, была организована сидячая демонстрация в Сидоне против «Хезболлы».
К 20 августа в Триполи снова начались столкновения между суннитами и алавитами. 20 и 21 августа 12 человек погибли, более 100 было ранено, в том числе несколько военнослужащих. 22 августа ливанская армия заняла район боёв, но вскоре отошла обратно. После чего военное командование провело переговоры с лидерами суннитской и алавитской общин, в ходе которых было принято решение о перемирии. Но уже на следующий день перемирие было нарушено и бои возобновились. Армия направила в Триполи танки. Столкновения прекратились после 24 августа.
17 сентября сирийские штурмовики нанесли ракетные удары по предполагаемым позициям сирийских повстанцев в городе Арсаль на востоке Ливана. 22 сентября повстанческая Свободная армия Сирии атаковала КПП неподалёку от Арсаля. Сообщалось, что это не первый подобный инцидент. Ливанской армией часть повстанцев была задержана, но вскоре отпущена под давлением местных жителей. Сирийские власти в очередной раз призвали Ливан усилить давление на повстанческие суннитские группировки, которые скрываются на ливанской территории около границы с Сирией. 11 октября сирийская армия обстреляла город Каа на востоке Ливана.
19 октября в восточной части Бейрута произошёл теракт. Был взорван заминированный автомобиль, в результате чего 8 человек погибли и десятки получили ранения. Среди погибших был генерал полиции, глава внутренней разведки Висам Аль-Хасан, который также был известным суннитским деятелем в Ливане. Считается что теракт был организован именно с целью убить Аль-Хасана. Теракт спровоцировал новую волну беспорядков.

### 2013
1 февраля недалеко от сирийской границы 5 военнослужащих ливанской армии погибли при попытке задержания боевика из группировки «Фронт ан-Нусра».
20 марта в Триполи начались столкновения между вооружёнными алавитскими и суннитскими группировками. Ливанская армия вмешалась в происходящие события. 19 мая армия вмешалась во вновь начавшиеся бои в Триполи, военные покинули город 23 мая.
19 мая интенсивному миномётному обстрелу подвергся Триполи. После чего начались вооружённые столкновения между суннитскими и алавитскими общинами. Обстрел возобновился 22 мая. В полумиллионном городе перестали работать школы, университеты, а также банки и прочие учреждения. 26 мая Бейрут был обстрелян ракетами «Град». По сообщению BBC, ракеты разорвались в южной части города, пострадали несколько человек. 27 мая в пригороде ливанского города Эль-Хирмиль, расположенного недалеко от сирийского Аль-Кусейра, взорвались две ракеты, выпущенные с сирийской территории. В ночь с 28 на 29 мая в районе города Арсаль группа боевиков проникла на территорию Ливана из Сирии и напала на патруль солдат ливанской армии. Двое солдат погибли на месте, третий скончался от ран в больнице. 31 мая в районе приграничного населённого пункта Вади Халид разорвались не менее 12 ракет, выпущенных из Сирии. 1 июня в окрестностях деревни Сурейн ночью взорвались по меньшей мере пять ракет, выпущенных из Сирии. Ответственность за этот обстрел и обстрел Вади Халид 31 мая взяли на себя сирийские повстанцы, заявившие, что будут атаковать цели в Ливане до тех пор, пока «Хезболла» не выведет из Сирии всех своих боевиков. Службы безопасности Ливана сообщают, что из Сирии по восточным районам страны было выпущено 16 ракет. Ранее сирийские ракеты падали в северной части страны. На этот раз ракеты впервые разорвались на территории Баальбек, где расположены базы «Хезболлы». Взрывы привели к возгоранию сельскохозяйственных угодий. 12 июня вертолёты сирийских ВВС нанесли ракетный удар по ливанской территории в районе Арсаля. 15 июня Баальбек подвергся обстрелу со стороны Сирии. Обстрелы последовали после очередного телеобращения лидера «Хезболлы» Хасана Насраллы, в котором он заявил, что его бойцы будут продолжать поддерживать режим Асада.
В начале июня вспыхнули столкновения в пригороде Сидона между сторонниками Ахмеда аль-Асира и «Хезболлой», против которой он выступает. Ливанская армия направила войска в зону столкновений. 23 июня начались бои между военными и боевиками аль-Асира. К их завершению 62 сторонника аль-Асира были арестованы; погибли 17 или 18 военных, от 25 до 40 боевиков аль-Асира, 4 бойца «Хезболлы» и 2 гражданских; получили ранения более 100 военных, 60 боевиков аль-Асира, 15 бойцов «Хезболлы» и более 50 гражданских.
19 ноября в Бейруте прогремели два взрыва. Жертвами теракта стали 23 человека, число раненых достигло 146 человек.
22 декабря произошёл один из самых ожесточённых боёв между сторонниками Асада и его противниками на территории Ливана: в нём участвовали бойцы «Хезболлы» и боевики «Фронта ан-Нусра».
27 декабря мощный взрыв прогремел в центре ливанской столицы Бейруте, рядом с резиденцией главы правительства и здания парламента на воздух взлетел заминированный автомобиль. Погибли по меньшей мере пять человек, более 70 ранены.

### 2014
2 января в южной части Бейрута в результате мощного взрыва погибли по меньшей мере два человека.
4 января Маджид аль-Маджид, командир ячейки «Аль-Каиды» в Ливане, скончался в заключении в одной из больниц Бейрута.
19 февраля в результате двух взрывов, которые устроили смертники около иранского культурного центра, погибли восемь человек.
21 июня по меньшей мере два человека погибли и около сорока получили ранения в результате теракта на КПП на востоке Ливана.
6 сентября Исламское государство сообщило о казни ливанского солдата, которого взяли в заложники в поселке Арсаль на востоке страны недалеко от сирийской границы.
7 сентября ливанская армия отразила нападение джихадистов в городе Эль-Каа в 14 километрах от сирийской границы, при этом двое боевиков были убиты и еще один взят в плен.

### 2015
12 ноября Теракт в Бейруте. Погибли 43 человека и более 240 ранены.

### 2016
27 июня в Ливане от терактов погибли 9 христиан.
29 июня три взрыва прогремели в Эль-Каа, убиты 9 и ранены 15 человек.
28 декабря в Ливане взорвался автобус: один человек погиб.

### 2017
22 апреля ливанский спецназ провел операцию против боевиков ИГ, действующей в горной местности Вади-эль-Хосн в окрестностях пограничного города Эрсаль. Военным удалось задержать одного из эмиров ИГ по имени Хасан аль-Маллис. В ходе перестрелки были убиты несколько боевиков, взяты в плен 10 человек. Ливанские военнослужащие не понесли потерь.
25 апреля вертолеты ливанских ВВС совершили рейды на лагеря террористов в окрестностях городов Рас-Баальбек и Эль-Каа на границе с Сирией. В ходе одной из атак ракеты были выпущены по месту, где проходило совещание полевых командиров группировки Исламское государство. В результате операции убито и ранено свыше 20 боевиков. Одновременно артиллерия ливанской армии уничтожила огневые позиции террористов в близлежащих горных ущельях. Операция ливанских войск была проведена одновременно с налетом сирийских ВВС на базы ИГ в горной местности Западный Калямун в 60 км от Дамаска. Ранее телестанция Al-Manar сообщила о ракетном ударе, который нанесли бойцы шиитской милиции «Хезболла» по командному центру ИГ в районе Шуабат-эль-Хаббия.
26 мая террорист-смертник напал на военный пост в Ливане.
В конце июля в окрестностях города Эрсаль (90 км от Бейрута) шиитские боевики разгромили боевиков «Джебхат ан-Нусра» и заставили их сдаться. 2 августа свыше 1 тыс. боевиков были выведены из Ливана в сирийскую провинцию Идлиб.
19 августа Командование ливанской армии объявило о начале операции «Рассвет» по освобождению от боевиков Исламского государства горной местности Джуруд-эль-Каа на границе с Сирией.
20 августа в ходе стартовавшей операции по освобождению горной местности на границе с Сирией Ливанская армия захватила одиннадцать позиций боевиков Исламского государства. Наступление в районе деревни Рас-Баальбек ведется при поддержке боевой авиации, артиллерии и ракет.
27 августа Армия Ливана объявила о прекращении боевых действий против группировки Исламское государство на границе с Сирией.